# Hanatarash
A Hanatarash (korábban: Hanatarashi) japán zajzene (noise music) duó volt, melyet a Boredoms későbbi frontembere, Yamantaka Eye alapított, a Zeni Geva gitárosával, Tabata Micuruval (Mitsuru Tabata) kiegészítve. Első nagylemezüket még Hanatarashi néven adták ki, ezután elhagyták az i betűt a névből.
Zenéjükben gyakran használtak olyan "hangszereket", mint a kéziszerszámok vagy a munkagépek, és híresek voltak látványos, pusztító és veszélyes koncert fellépéseikről is. Viselkedésük miatt egy darabig nem léphettek fel sehol, csak miután Eye leszokott a pusztító fellépésekről.

## Részleges diszkográfia
- Take Back Your Penis! (kazetta, 1984)
- Hanatarashi (1985)
- 2 (1988)
- 3 (1989)
- The Hanatarash and His eYe (EP, 1992)
- Live!! 88 Feb. 21 (koncert album, 1992)
- Live!! 84 Dec. 16 (koncert album, 1993)
- Live!! 82 Apr. 12 (koncert album, 1993)
- 4: AIDS-a-Delic (1994)
- 5: We Are 0:00 (1996)